# 2014 FIFAワールドカップ・北中米カリブ海1次予選
このページは、2014 FIFAワールドカップ・北中米カリブ海予選の1次予選の結果をまとめたものである。

## フォーマット
予備予選を勝ち上がった5カ国・地域と、シード順7位から25位までの19カ国・地域が新たに加わる。1次予選の組み合わせ抽選は、2011年7月30日にブラジル・リオデジャネイロにて行われた。

## シード順
| ポット4                                                           | ポット5                                                                                         | ポット6                                                                                     | ポット7                                                                                  |
| ----------------------------------------------------------------- | ----------------------------------------------------------------------------------------------- | ------------------------------------------------------------------------------------------- | ---------------------------------------------------------------------------------------- |
| パナマ カナダ エルサルバドル グレナダ トリニダード・トバゴ ハイチ | アンティグア・バーブーダ ガイアナ スリナム セントクリストファー・ネイビス グアテマラ ドミニカ国 | プエルトリコ バルバドス キュラソー セントビンセント・グレナディーン ケイマン諸島 ニカラグア | バミューダ諸島 ベリーズ† ドミニカ共和国† セントルシア† バハマ† アメリカ領ヴァージン諸島† |

† 予備予選の勝者。

## 結果

### グループA
| チーム         | 勝点 | 試合 | 勝利 | 引分 | 敗戦 | 得点 | 失点 | 点差 |
| -------------- | ---- | ---- | ---- | ---- | ---- | ---- | ---- | ---- |
| エルサルバドル | 18   | 6    | 6    | 0    | 0    | 20   | 5    | +15  |
| ドミニカ共和国 | 8    | 6    | 2    | 2    | 2    | 12   | 8    | +4   |
| スリナム       | 7    | 6    | 2    | 1    | 3    | 5    | 11   | -6   |
| ケイマン諸島   | 1    | 6    | 0    | 1    | 5    | 2    | 15   | -13  |

| チーム  | チーム         | AWAY               | AWAY               | AWAY         | AWAY             |
| チーム  | チーム         | エルサルバドルの旗 | ドミニカ共和国の旗 | スリナムの旗 | ケイマン諸島の旗 |
| ------- | -------------- | ------------------ | ------------------ | ------------ | ---------------- |
| H O M E | エルサルバドル | X                  | 3-2                | 4-0          | 4-0              |
| H O M E | ドミニカ共和国 | 1-2                | X                  | 1-1          | 4-0              |
| H O M E | スリナム       | 1-3                | 1-3                | X            | 1-0              |
| H O M E | ケイマン諸島   | 1-4                | 1-1                | 0-1          | X                |

| 2011年9月2日 18:00 (UTC-3) |

| スリナム           | 1 - 0    | ケイマン諸島 |
| マンド 11分 (pen.) | レポート |              |

| アンドレ・カンペルフェーン・スタディオン（パラマリボ） 観客数: 1,000人 主審: アドリアン・スキート |

| 2011年9月2日 19:30 (UTC-6) |

| エルサルバドル                               | 3 - 2    | ドミニカ共和国              |
| セラヤ 54分, 78分 (pen.) · バウティスタ 64分 | レポート | クルス 66分 · ペラルタ 90分 |

| エスタディオ・クスカトラン（サン・サルバドル） 観客数: 25,272人 主審: ルイス・ロドリゲス・デ・ラ・ロサ |

| 2011年9月6日 15:00 (UTC-4) |

| ドミニカ共和国 | 1 - 1    | スリナム           |
| オスナ 66分    | レポート | マンド 25分 (pen.) |

| エスタディオ・パンアメリカノ（サン・クリストバル） 観客数: 2,300人 主審: ラウル・カストロ |

| 2011年9月6日 19:30 (UTC-5) |

| ケイマン諸島           | 1 - 4    | エルサルバドル                                          |
| エバンクス 74分 (pen.) | レポート | バウティスタ 55分 · アナヤ 62分, 80分 · ガルシア 90+3分 |

| トルマン・ボーデン・スタジアム（ジョージタウン） 観客数: 2,200人 主審: エルマール・ロダス |

| 2011年10月7日 15:05 (UTC-4) |

| ドミニカ共和国 | 1 - 2    | エルサルバドル                     |
| オスナ 68分    | レポート | ロメロ 38分 (pen.) · ブランコ 67分 |

| エスタディオ・パンアメリカノ（サン・クリストバル） 観客数: 2,323人 主審: リカルド・セルダス・サンチェス |

| 2011年10月7日 19:30 (UTC-5) |

| ケイマン諸島 | 0 - 1    | スリナム      |
|              | レポート | ドレンテ 57分 |

| トルマン・ボーデン・スタジアム（ジョージタウン） 観客数: 2,100人 主審: エドヴィン・ジュリセヴィク |

| 2011年10月11日 18:00 (UTC-3) |

| スリナム      | 1 - 3    | ドミニカ共和国                     |
| クワシー 80分 | レポート | ファーニャ 9分 · オスナ 47分, 75分 |

| アンドレ・カンペルフェーン・スタディオン（パラマリボ） 観客数: 1,200人 主審: ポール・ワード |

| 2011年10月11日 19:30 (UTC-6) |

| エルサルバドル                                                           | 4 - 0    | ケイマン諸島 |
| トゥルシオス 6分 · パーディー 13分 · J. アラス 42分 · ソーサ 88分 (pen.) | レポート |              |

| エスタディオ・クスカトラン（サン・サルバドル） 観客数: 17,570人 主審: ウーゴ・クルス・アルバラド |

| 2011年11月11日 16:00 (UTC-4) |

| ドミニカ共和国                                                  | 4 - 0    | ケイマン諸島 |
| ナバーロ 15分 · オズナ 40分 · ロドリゲス 63分 · モリーリョ 79分 | レポート |              |

| エスタディオ・パンアメリカノ（サン・クリストバル） 観客数: 1,000人 主審: ホセ・ゲレーロ |

| 2011年11月11日 16:00 (UTC-3) |

| スリナム          | 1 - 3    | エルサルバドル                        |
| エスペランセ 81分 | レポート | ブランコ 22分, 58分 · サンチェス 77分 |

| アンドレ・カンペルフェーン・スタディオン（パラマリボ） 観客数: 500人 主審: マルコス・ブレア |

| 2011年11月14日 20:30 (UTC-5) |

| ケイマン諸島      | 1 - 1    | ドミニカ共和国 |
| M.エバンクス 73分 | レポート | ガルシア 41分  |

| トルマン・ボーデン・スタジアム（ジョージタウン） 観客数: 1,750人 主審: ジェームズ・マシュー |

| 2011年11月15日 20:30 (UTC-6) |

| エルサルバドル                          | 4 - 0    | スリナム |
| ロメロ 32分, 62分 · ブルゴス 77分, 83分 | レポート |          |

| エスタディオ・クスカトラン（サン・サルバドル） 観客数: 9,659人 主審: ハビエル・サントス |

### グループB
| チーム               | 勝点 | 試合 | 勝利 | 引分 | 敗戦 | 得点 | 失点 | 点差 |
| -------------------- | ---- | ---- | ---- | ---- | ---- | ---- | ---- | ---- |
| ガイアナ             | 13   | 6    | 4    | 1    | 1    | 9    | 5    | +4   |
| トリニダード・トバゴ | 12   | 6    | 4    | 0    | 2    | 11   | 4    | +7   |
| バミューダ諸島       | 10   | 6    | 3    | 1    | 2    | 8    | 7    | +1   |
| バルバドス           | 0    | 6    | 0    | 0    | 6    | 2    | 14   | -12  |

| チーム  | チーム               | AWAY         | AWAY                     | AWAY               | AWAY           |
| チーム  | チーム               | ガイアナの旗 | トリニダード・トバゴの旗 | バミューダ諸島の旗 | バルバドスの旗 |
| ------- | -------------------- | ------------ | ------------------------ | ------------------ | -------------- |
| H O M E | ガイアナ             | X            | 2-1                      | 2-1                | 2-0            |
| H O M E | トリニダード・トバゴ | 2-0          | X                        | 1-0                | 4-0            |
| H O M E | バミューダ諸島       | 1-1          | 2-1                      | X                  | 2-1            |
| H O M E | バルバドス           | 0-2          | 0-2                      | 1-2                | X              |

| 2011年9月2日 16:00 (UTC-4) |

| トリニダード・トバゴ | 1 - 0    | バミューダ諸島 |
| ジョーンズ 45分      | レポート |                |

| ヘイズリー・クロフォード・スタジアム（ポート・オブ・スペイン） 観客数: 6,000人 主審: ハフェト・ペレア |

| 2011年9月2日 20:00 (UTC-4) |

| ガイアナ                        | 2 - 0    | バルバドス |
| ベヴェニー 25分 · ポラード 75分 | レポート |            |

| プロヴィデンス・スタジアム（プロヴィデンス） 観客数: 4,500人 主審: カナーン・セントキャサリン |

| 2011年9月6日 16:00 (UTC-4) |

| バルバドス | 0 - 2    | トリニダード・トバゴ          |
|            | レポート | ダニエル 20分 · ロバーツ 69分 |

| バルバドス・ナショナル・スタジアム（ブリッジタウン） 観客数: 775人 主審: エルメル・アルトゥロ・ボニリャ |

| 2011年9月6日 20:00 (UTC-4) |

| ガイアナ          | 2 - 1    | バミューダ諸島 |
| ミルズ 50分, 59分 | レポート | スミス 90分    |

| プロヴィデンス・スタジアム（プロヴィデンス） 観客数: 3,500人 主審: マーク・ガイガー |

| 2011年10月7日 16:00 (UTC-4) |

| バルバドス | 0 - 2    | ガイアナ                        |
|            | レポート | エイブラムス 73分 · ナース 87分 |

| バルバドス・ナショナル・スタジアム（ブリッジタウン） 観客数: 2,500人 主審: アラン・ジョルジュ |

| 2011年10月7日 20:00 (UTC-3) |

| バミューダ諸島                | 2 - 1    | トリニダード・トバゴ |
| ラッセル 53分 · ウェルズ 63分 | レポート | モリノ 81分          |

| バミューダ・ナショナル・スタジアム（ハミルトン） 観客数: 2,243人 主審: ジェフリー・ソリス |

| 2011年10月11日 17:00 (UTC-4) |

| トリニダード・トバゴ                           | 4 - 0    | バルバドス |
| ペルティエール 7分, 54分, 62分 · ヘクター 90分 | レポート |            |

| ヘイズリー・クロフォード・スタジアム（ポート・オブ・スペイン） 観客数: 3,000人 主審: レイモンド・ボーグル |

| 2011年10月11日 20:00 (UTC-3) |

| バミューダ諸島 | 1 - 1    | ガイアナ        |
| ナサム 71分    | レポート | シェークス 81分 |

| バミューダ・ナショナル・スタジアム（ハミルトン） 観客数: 2,573人 主審: ルドルフ・アンジェラ |

| 2011年11月11日 15:00 (UTC-4) |

| バミューダ諸島                       | 2 - 1    | バルバドス     |
| スミス 27分 (pen.) · スティード 49分 | レポート | アダムソン 7分 |

| バミューダ・ナショナル・スタジアム（ハミルトン） 観客数: 1,000人 主審: オットー・バリオス |

| 2011年11月11日 20:00 (UTC-4) |

| ガイアナ                        | 2 - 1    | トリニダード・トバゴ |
| シェイクス 10分 · L.コート 81分 | レポート | ジョーンズ 90+2分    |

| プロヴィデンス・スタジアム（プロヴィデンス） 観客数: 18,000人 主審: エンリコ・ヴィーンガールド |

| 2011年11月14日 20:00 (UTC-4) |

| バルバドス        | 1 - 2    | バミューダ諸島                     |
| グロヴナー 90+1分 | レポート | ウェルズ 46分 · スミス 72分 (pen.) |

| バルバドス・ナショナル・スタジアム（ブリッジタウン） 観客数: 1,000人 主審: ロベルト・モレノ |

| 2011年11月15日 17:00 (UTC-4) |

| トリニダード・トバゴ                  | 2 - 0 裁定 | ガイアナ |
| ジョーンズ 59分 · ペルティエール 65分 | レポート   |          |

| ヘイズリー・クロフォード・スタジアム（ポート・オブ・スペイン） 観客数: 9,659人 主審: マルロン・アルフォンソ・メヒア |

### グループC
| チーム     | 勝点 | 試合 | 勝利 | 引分 | 敗戦 | 得点 | 失点 | 点差 |
| ---------- | ---- | ---- | ---- | ---- | ---- | ---- | ---- | ---- |
| パナマ     | 12   | 4    | 4    | 0    | 0    | 15   | 2    | +13  |
| ニカラグア | 6    | 4    | 2    | 0    | 2    | 5    | 7    | -2   |
| ドミニカ国 | 0    | 4    | 0    | 0    | 4    | 0    | 11   | -11  |

| チーム  | チーム     | AWAY       | AWAY           | AWAY           |
| チーム  | チーム     | パナマの旗 | ニカラグアの旗 | ドミニカ国の旗 |
| H O M E |            |            |                |                |
| ------- | ---------- | ---------- | -------------- | -------------- |
| H O M E | パナマ     | X          | 5-1            | 3-0            |
| H O M E | ニカラグア | 1-2        | X              | 1-0            |
| H O M E | ドミニカ国 | 0-5        | 0-2            | X              |

※ バハマは組み合わせ抽選でグループCに組み込まれたものの棄権した。代替チームは設定されず、3チームで競われることとなった。
| 2011年9月2日 18:00 (UTC-4) |

| ドミニカ国 | 0 - 2    | ニカラグア                     |
|            | レポート | レギアス 1分 · ロドリゲス 36分 |

| ウィンザー・パーク（ロゾー） 観客数: 3,000人 主審: ヴァルディン・レジスター |

| 2011年9月6日 19:00 (UTC-6) |

| ニカラグア           | 1 - 2    | パナマ                   |
| トーレス 19分 (o.g.) | レポート | テハダ 7分 · ペレス 50分 |

| エスタディオ・ナシオナル・デ・フトボル（マナグア） 観客数: 10,521人 主審: オスカル・レイナ |

| 2011年10月7日 18:00 (UTC-4) |

| ドミニカ国 | 0 - 5    | パナマ                                                          |
|            | レポート | ワイテ 26分, 88分 · テハダ 34分 · ペレス 55分 · ブイトラゴ 62分 |

| ウィンザー・パーク（ロゾー） 観客数: 4,000人 主審: エンリコ・ヴィーンガールド |

| 2011年10月11日 20:00 (UTC-5) |

| パナマ                                      | 5 - 1    | ニカラグア      |
| テハダ 29分, 64分 · ペレス 49分, 52分, 87分 | レポート | レイジェス 88分 |

| エスタディオ・ロンメル・フェルナンデス（パナマ市） 観客数: 10,846人 主審: エデニルソン・ベンチュラ |

| 2011年11月11日 19:00 (UTC-6) |

| ニカラグア    | 1 - 0    | ドミニカ国 |
| レギアス 57分 | レポート |            |

| エスタディオ・ナシオナル・デ・フトボル（マナグア） 観客数: 2,100人 主審: ウーゴ・クルス・アルバラド |

| 2011年11月15日 20:00 (UTC-5) |

| パナマ                                                       | 3 - 0    | ドミニカ国 |
| ロランド・ブラックブルン 7分 · ブイトルゴ 21分 · ペレス 84分 | レポート |            |

| エスタディオ・ロンメル・フェルナンデス（パナマ市） 観客数: 8,000人 主審: テリー・ヴォーン |

### グループD
| チーム                         | 勝点 | 試合 | 勝利 | 引分 | 敗戦 | 得点 | 失点 | 点差 |
| ------------------------------ | ---- | ---- | ---- | ---- | ---- | ---- | ---- | ---- |
| カナダ                         | 14   | 6    | 4    | 2    | 0    | 14   | 1    | +13  |
| プエルトリコ                   | 9    | 6    | 2    | 3    | 1    | 8    | 4    | +4   |
| セントクリストファー・ネイビス | 7    | 6    | 1    | 4    | 1    | 6    | 8    | -2   |
| セントルシア                   | 1    | 6    | 0    | 1    | 5    | 4    | 23   | -19  |

| チーム  | チーム                         | AWAY       | AWAY             | AWAY                               | AWAY             |
| チーム  | チーム                         | カナダの旗 | プエルトリコの旗 | セントクリストファー・ネイビスの旗 | セントルシアの旗 |
| ------- | ------------------------------ | ---------- | ---------------- | ---------------------------------- | ---------------- |
| H O M E | カナダ                         | X          | 0-0              | 4-0                                | 4-1              |
| H O M E | プエルトリコ                   | 0-3        | X                | 1-1                                | 3-0              |
| H O M E | セントクリストファー・ネイビス | 0-0        | 0-0              | X                                  | 1-1              |
| H O M E | セントルシア                   | 0-7        | 0-4              | 2-4                                | X                |

| 2011年9月2日 20:00 (UTC-4) |

| カナダ                                                              | 4 - 1    | セントルシア |
| シンプソン 6分, 61分 · デ・ロサリオ 51分 (pen.) · ジョンソン 90+1分 | レポート | ポール 7分   |

| BMOフィールド（トロント） 観客数: 11,500人 主審: ジェアー・マルフォ |

| 2011年9月2日 20:00 (UTC-4) |

| セントクリストファー・ネイビス | 0 - 0    | プエルトリコ |
|                                | レポート |              |

| ワーナーパーク・スタジアム（バセテール） 観客数: 2,500人 主審: リカルド・アリェアノ |

| 2011年9月6日 18:00 (UTC-4) |

| セントルシア                    | 2 - 4    | セントクリストファー・ネイビス                               |
| ピエール 65分 · ヴァルシン 84分 | レポート | レーク 6分 · ハウ 12分 · ジェファーズ 14分 · エリオット 46分 |

| ボーセジュール・スタジアム（グロス・イスレット） 観客数: 2,005人 主審: ケヴィン・トーマス |

| 2011年9月6日 20:00 (UTC-4) |

| プエルトリコ | 0 - 3    | カナダ                                          |
|              | レポート | フーム 41分 · ジャクソン 84分 · リケッツ 90+2分 |

| エスタディオ・フアン・ラモン・ローブリエル（バヤモン） 観客数: 4,000人 主審: エンリコ・ヴィーンガールド |

| 2011年10月7日 18:00 (UTC-4) |

| セントルシア | 0 - 7    | カナダ                                                                  |
|              | レポート | ジャクソン 19分, 27分, 39分 · オーシャン 35分, 52分 · フーム 73分, 86分 |

| ボーセジュール・スタジアム（グロス・イスレット） 観客数: 1,005人 主審: ロランド・ビダル |

| 2011年10月7日 20:00 (UTC-4) |

| プエルトリコ  | 1 - 1    | セントクリストファー・ネイビス |
| カブレロ 34分 | レポート | レーク 58分                    |

| エスタディオ・フアン・ラモン・ローブリエル（バヤモン） 観客数: 2,500人 主審: ニール・ブライザン |

| 2011年10月11日 18:00 (UTC-4) |

| カナダ | 0 - 0    | プエルトリコ |
|        | レポート |              |

| BMOフィールド（トロント） 観客数: 12,178人 主審: スタンリー・ランカスター |

| 2011年10月11日 20:00 (UTC-4) |

| セントクリストファー・ネイビス | 1 - 1    | セントルシア    |
| レーク 84分                    | レポート | ヴァルシン 75分 |

| ワーナーパーク・スタジアム（バセテール） 観客数: 1,000人 主審: アドリアン・スキート |

| 2011年11月11日 20:00 (UTC-4) |

| セントクリストファー・ネイビス | 0 - 0    | カナダ |
|                                | レポート |        |

| ワーナーパーク・スタジアム（バセテール） 観客数: 4,000人 主審: エルメル・アルトゥロ・ボニリャ |

| 2011年11月11日 20:00 (UTC-4) |

| セントルシア | 0 - 4    | プエルトリコ                                     |
|              | レポート | アリエタ 4分 · ラモス 14分, 46分 · カブレロ 53分 |

| エスタディオ・フアン・ラモン・ローブリエル（プエルトリコ・バヤモン） 観客数: 350人 主審: ケヴィル・ホルダー |

| 2011年11月14日 20:00 (UTC-4) |

| プエルトリコ                      | 3 - 0    | セントルシア |
| ラモス 13分, 86分 · マレーロ 88分 | レポート |              |

| マヤグエス・アスレチック・スタジアム（マヤグエス） 観客数: 1,050人 主審: ブライアン・ウィレット |

| 2011年11月15日 19:00 (UTC-5) |

| カナダ                                                                         | 4 - 0    | セントクリストファー・ネイビス |
| オーシャン 27分 · デ・ロサリオ 35分 (pen.) · シンプソン 45+3分 · リケッツ 88分 | レポート |                                |

| BMOフィールド（トロント） 観客数: 10,235人 主審: リカルド・セルダス・サンチェス |

### グループE
| チーム                           | 勝点 | 試合 | 勝利 | 引分 | 敗戦 | 得点 | 失点 | 点差 |
| -------------------------------- | ---- | ---- | ---- | ---- | ---- | ---- | ---- | ---- |
| グアテマラ                       | 18   | 6    | 6    | 0    | 0    | 19   | 3    | +16  |
| ベリーズ                         | 7    | 6    | 2    | 1    | 3    | 9    | 10   | -1   |
| セントビンセント・グレナディーン | 5    | 6    | 1    | 2    | 3    | 4    | 12   | -8   |
| グレナダ                         | 4    | 6    | 1    | 1    | 4    | 7    | 14   | -7   |

| チーム  | チーム                           | AWAY           | AWAY         | AWAY                                 | AWAY         |
| チーム  | チーム                           | グアテマラの旗 | ベリーズの旗 | セントビンセント・グレナディーンの旗 | グレナダの旗 |
| ------- | -------------------------------- | -------------- | ------------ | ------------------------------------ | ------------ |
| H O M E | グアテマラ                       | X              | 3-1          | 4-0                                  | 3-0          |
| H O M E | ベリーズ                         | 1-2            | X            | 1-1                                  | 1-4          |
| H O M E | セントビンセント・グレナディーン | 0-3            | 0-2          | X                                    | 2-1          |
| H O M E | グレナダ                         | 1-4            | 0-3          | 1-1                                  | X            |

| 2011年9月2日 15:30 (UTC-4) |

| グレナダ | 0 - 3    | ベリーズ                              |
|          | レポート | マコーレー 11分, 79分 · ロチェス 35分 |

| グレナダ・ナショナル・スタジアム（セントジョージズ） 観客数: 2,600人 主審: ダビド・ルバルカバ |

| 2011年9月2日 20:00 (UTC-6) |

| グアテマラ                                                    | 4 - 0    | セントビンセント・グレナディーン |
| パッパ 14分 · フロレス 30分 · ロドリゲス 52分 · ガルシア 71分 | レポート |                                  |

| エスタディオ・マテオ・フロレス（グアテマラシティ） 観客数: 24,000人 主審: エリック・アンディノ |

| 2011年9月6日 16:05 (UTC-6) |

| ベリーズ        | 1 - 2    | グアテマラ                 |
| マコーレー 76分 | レポート | カブレラ 4分 · ロペス 75分 |

| FFBフィールド（ベルモパン） 観客数: 3,027人 主審: マルロン・アルフォンソ・メヒア |

| 2011年9月18日 15:00 (UTC-4) |

| セントビンセント・グレナディーン  | 2 - 1    | グレナダ        |
| サムエル 27分 · スチュワート 71分 | レポート | ランゲイン 76分 |

| アーノス・ヴェイル・スタジアム（キングスタウン） 観客数: 2,500人 主審: ポール・ワード |

| 2011年10月7日 15:05 (UTC-4) |

| セントビンセント・グレナディーン | 0 - 3    | グアテマラ                                |
|                                  | レポート | ロドリゲス 44分, 57分 · ペッサロッシ 55分 |

| アーノス・ヴェイル・スタジアム（キングスタウン） 観客数: 3,000人 主審: マルコス・ブレア |

| 2011年10月7日 15:30 (UTC-6) |

| ベリーズ        | 1 - 4    | グレナダ                                                        |
| シンプソン 90分 | レポート | レニー 37分 · ジュリエン 41分 · L.ジョセフ 50分 · マーレイ 80分 |

| FFBフィールド（ベルモパン） 観客数: 1,200人 主審: フランクリン・ハルキン |

| 2011年10月11日 20:00 (UTC-6) |

| グアテマラ                                                  | 3 - 1    | ベリーズ        |
| ガジャルド 6分 (pen.) · ロペス 65分 · カルロス・ルイス 81分 | レポート | マコーレー 76分 |

| エスタディオ・マテオ・フロレス（グアテマラシティ） 観客数: 21,107人 主審: ホセ・ペナロサ |

| 2011年10月15日 15:00 (UTC-4) |

| グレナダ        | 1 - 1    | セントビンセント・グレナディーン |
| マーレイ 90+2分 | レポート | サムエル 62分                    |

| グレナダ・ナショナル・スタジアム（セントジョージズ） 観客数: 2,000人 主審: ブライアン・ウィレット |

| 2011年11月11日 15:30 (UTC-6) |

| ベリーズ        | 1 - 1    | セントビンセント・グレナディーン |
| マコーレー 16分 | レポート | スチュワート 13分                |

| FFBフィールド（ベルモパン） 観客数: 300人 主審: アドリアン・スキート |

| 2011年11月11日 20:00 (UTC-6) |

| グアテマラ                             | 3 - 0    | グレナダ |
| ガルシア 1分, 30分 · パディージャ 13分 | レポート |          |

| エスタディオ・マテオ・フロレス（グアテマラシティ） 観客数: 13,710人 主審: ニール・ブライザン |

| 2011年11月15日 15:00 (UTC-4) |

| グレナダ           | 1 - 4    | グアテマラ                                                          |
| レニー 37分 (pen.) | レポート | マーク 77分 (o.g.), 90+2分 (o.g.) · トンプソン 78分 · ラミレス 85分 |

| グレナダ・ナショナル・スタジアム（セントジョージズ） 観客数: 200人 主審: ルドルフ・アンジェラ |

| 2011年11月15日 15:00 (UTC-4) |

| セントビンセント・グレナディーン | 0 - 2    | ベリーズ                     |
|                                  | レポート | マコーレー 75分, 78分 (pen.) |

| アーノス・ヴェイル・スタジアム（キングスタウン） 観客数: 500人 主審: ケヴィン・トーマス |

### グループF
| チーム                   | 勝点 | 試合 | 勝利 | 引分 | 敗戦 | 得点 | 失点 | 点差 |
| ------------------------ | ---- | ---- | ---- | ---- | ---- | ---- | ---- | ---- |
| アンティグア・バーブーダ | 15   | 6    | 5    | 0    | 1    | 26   | 5    | +21  |
| ハイチ                   | 10   | 6    | 4    | 1    | 1    | 21   | 6    | +15  |
| キュラソー               | 7    | 6    | 2    | 1    | 3    | 15   | 13   | +2   |
| アメリカ領ヴァージン諸島 | 0    | 6    | 0    | 0    | 6    | 2    | 40   | -38  |

| チーム  | チーム                   | AWAY                         | AWAY       | AWAY           | AWAY                         |
| チーム  | チーム                   | アンティグア・バーブーダの旗 | ハイチの旗 | キュラソーの旗 | アメリカ領ヴァージン諸島の旗 |
| ------- | ------------------------ | ---------------------------- | ---------- | -------------- | ---------------------------- |
| H O M E | アンティグア・バーブーダ | X                            | 1-0        | 5-2            | 10-0                         |
| H O M E | ハイチ                   | 2-1                          | X          | 2-2            | 6-0                          |
| H O M E | キュラソー               | 0-1                          | 2-4        | X              | 6-1                          |
| H O M E | アメリカ領ヴァージン諸島 | 1-8                          | 0-7        | 0-3            | X                            |

| 2011年9月2日 15:00 (UTC-5) |

| ハイチ                                                                                          | 6 - 0    | アメリカ領ヴァージン諸島 |
| マルセラン 19分 · モーリス 34分 · ピエール＝ルイ 45分 · モヌマ 62分 · アレクサンドル 65分, 77分 | レポート |                          |

| スタッド・シルヴィオ・カトール（ポルトープランス） 観客数: 12,000人 主審: ウーゴ・クルス・アルバラド |

| 2011年9月2日 19:00 (UTC-4) |

| アンティグア・バーブーダ                                                | 5 - 2    | キュラソー                      |
| ジョセフ 35分 · グリフィス 40分 · トーマス 55分 · バイヤース 72分, 85分 | レポート | ミューレン 10分 · シベリエ 71分 |

| サー・ヴィヴィアン・リチャーズ・スタジアム（セントジョンズ） 観客数: 2,000人 主審: ハビエル・サントス |

| 2011年9月6日 15:30 (UTC-4) |

| アメリカ領ヴァージン諸島 | 1 - 8    | アンティグア・バーブーダ                                                                                       |
| ブラウン 48分            | レポート | クリスチャン 18分 · バイヤース 38分 (pen.), 49分, 57分 · コクレーン 47分 · ダブリン 54分 · バートン 68分, 82分 |

| ポール・E・ジョセフ・スタジアム（フレデリクステッド） 観客数: 250人 主審: スタンリー・ランカスター |

| 2011年9月6日 20:00 (UTC-4) |

| キュラソー                           | 2 - 4    | ハイチ                                                                |
| コリナ 28分 · ジマーマン 43分 (pen.) | レポート | ラフランス 37分 · マルセラン 58分 · ゲリエール 60分 · ベルフォー 80分 |

| スタディオン・エルギリオ・ハト（ウィレムスタッド） 観客数: 5,000人 主審: ヘフレイ・ソリス |

| 2011年10月7日 16:00 (UTC-4) |

| アメリカ領ヴァージン諸島 | 0 - 7    | ハイチ                                                                                       |
|                          | レポート | モーリス 5分, 65分 (pen.), 82分 · ジャギー 11分 · ゴルー 57分, 64分 · ベルフォー 73分 (pen.) |

| ポール・E・ジョセフ・スタジアム（フレデリクステッド） 観客数: 406人 主審: ケヴィル・ホルダー |

| 2011年10月7日 20:00 (UTC-4) |

| キュラソー | 0 - 1 裁定 | アンティグア・バーブーダ |
|            | レポート   | T.トーマス 74分          |

| スタディオン・エルギリオ・ハト（ウィレムスタッド） 観客数: 2,563人 主審: オスカル・レイナ |

| 2011年10月11日 15:00 (UTC-5) |

| ハイチ                               | 2 - 2    | キュラソー               |
| モーリス 25分 (pen.) · ピエール 62分 | レポート | シベリエ 7分 · ビト 14分 |

| スタッド・シルヴィオ・カトール（ポルトープランス） 観客数: 7,800人 主審: レオン・クラーク |

| 2011年10月11日 19:00 (UTC-4) |

| アンティグア・バーブーダ                                                                                        | 10 - 0   | アメリカ領ヴァージン諸島 |
| T.トーマス 6分, 41分, 78分 · バイヤース 23分, 30分, 39分 · バートン 54分, 66分 · J. トーマス 85分 · ムルタ 90分 | レポート |                          |

| サー・ヴィヴィアン・リチャーズ・スタジアム（セントジョンズ） 観客数: 1,500人 主審: ジェームズ・マシュー |

| 2011年11月11日 16:00 (UTC-4) |

| アメリカ領ヴァージン諸島 | 0 - 3    | キュラソー                     |
|                          | レポート | シベリエ 8分, 13分 · ビト 26分 |

| ポール・E・ジョセフ・スタジアム（フレデリクステッド） 観客数: 210人 主審: モーリシオ・ナバーロ |

| 2011年11月11日 19:00 (UTC-4) |

| アンティグア・バーブーダ | 1 - 0    | ハイチ |
| スケップル 82分          | レポート |        |

| サー・ヴィヴィアン・リチャーズ・スタジアム（セントジョンズ） 観客数: 8,000人 主審: ホセ・ピネーダ |

| 2011年11月15日 20:00 (UTC-4) |

| キュラソー                                                                    | 6 - 1    | アメリカ領ヴァージン諸島 |
| カルメリア 33分, 78分 · シベリエ 39分, 85分 · エスパシア 73分 · シンチェ 89分 | レポート | コルネリウス 50分        |

| スタディオン・エルギリオ・ハト（ウィレムスタッド） 観客数: 2,000人 主審: ヴァルディン・ レジスター |

| 2011年11月15日 20:00 (UTC-5) |

| ハイチ                            | 2 - 1    | アンティグア・バーブーダ |
| アヴェスカ 60分 · ベルフォー 65分 | レポート | T.トーマス 9分           |

| スタッド・シルヴィオ・カトール（ポルトープランス） 観客数: 3,000人 主審: バルドメロ・トレド |